# 红山街道 (洛阳市)
红山街道，是中华人民共和国河南省洛陽市西工区下辖的一个乡镇级行政单位。

## 行政区划
红山街道下辖以下地区：
唐屯村、徐坑村、王村沟村、纸坊村、圪垱头村、史家湾村、党湾村、白湾村、杨冢村、寨坪村、樱桃沟村、枣园村、柿园村、下沟村、上寨村、后李村、蒋沟村、张岭村和洛阳工业园区社区。